# Герб Падан (1781-2018)
Исторический герб города Паданска, ныне село Паданы — административного центра Паданского сельского поселения Медвежьегорского района Республики Карелия Российской Федерации

## Описание герба
В верхней части герб Новгородского наместничества; в нижней части герба: «в озере собрание рыбы сигов, каковых в самом деле в озере, на котором город построен, находится весьма изобильно».

## История герба
В 1777 году Паданск стал городом Новгородской губернии.
16 августа 1781 года императрицей Екатериной II вместе с другими гербами городов Новгородского наместничества был Высочайше утверждён герб Подонской округи (уездный город Паданск) (ПСЗРИ, 1781, Закон № 15209).
Подлинное описание герба Подонской округи гласило: 

«Въ озерѣ собраніе рыбы, сиговъ, каковыхъ въ самомъ дѣлѣ въ Подонскомъ озерѣ, на которомъ сей городъ построенъ, находится весьма изобильно». 
В верхней половине щита герб новгородский: «В серебряном поле златые кресла с лежащей красною подушкою, на коей поставлены крестообразно с правой стороны скипетр, а с левой крест, наверху кресел подсвечник с тремя горящими свечами, а по сторонам стоящие два медведя».
В виду отдалённости Паданска уездные учреждения в нём не образовывались. В 1782 году город был упразднён и переведён в разряд Паданской слободы в составе Повенецкого уезда Олонецкого наместничества.
«По наследству» герб города Паданска (Подонской округи) до 1788 года использовал уездный город Повенец. 4 октября 1788 года город Повенец получил собственный герб и герб Поданска практически не использовался.
Позже Паданская слобода была переименована в село Паданы. В настоящее время село является административным центром Паданского сельского поселения.
Герб Паданского сельского поселения утверждён Решением Совета Паданского сельского поселения от 23 июля 2018 г. № 27. - "В лазоревом (синем, голубом) поле с лазоревой же вогнутой главой, обремененной зелеными горами сообразно выгибу, восемь серебряных рыб-сигов, сложенных звездообразно головами в середину"